# Wezel (Duitsland)
Wezel (Duits: Wesel) is een historische vestingstad en hoofdstad van Kreis Wesel in de deelstaat Noordrijn-Westfalen, Duitsland. Wezel ligt aan de rivier de Rijn, gelegen tussen het Ruhrgebied en de Nederlandse grens bij Bocholt. De stad telt 60.329 inwoners (31 december 2020) op een oppervlakte van 122,53 km².

## Geschiedenis
Wezel behoorde tot het Hertogdom Kleef, dat sinds 1666 deel uitmaakte van Brandenburg-Pruisen. Het heeft sterke historische banden met Nederland. Tijdens de Inname van Wesel (1629) werd de stad bevrijd van de Spaanse bezetting. Er kwam een fort onder Nederlandse bezetting in het kader van de Kleefse barrière. Tijdens de Tachtigjarige Oorlog kende de stad een groot aantal protestants-Nederlandse vluchtelingen die voor de Spaanse vervolgingen waren gevlucht. In Wezel werd tot in de 19e eeuw een aan het Nederlands verwant dialect gesproken.

### Kruitramp 1642

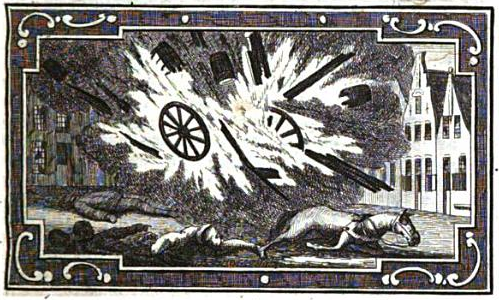
Kruitramp van Wezel

Op 12 juli 1642 vond in Wezel een kruitramp plaats. Een koetsier maakte met zijn kar een vrachtrit met niet afgedekte kruitvaten. Toen de hoefijzers van het paard over de straatstenen ketsten, sprongen vonken over op de gevaarlijke lading. De lading ontplofte, waarbij de koetsier en enkele omstanders om het leven kwamen. De ontploffing veroorzaakte aanzienlijke schade aan de omringende huizen, waarvan daken en ramen zwaar beschadigd raakten.

### Reformatie
De Reformatie beïnvloedde Wezel, anders dan veel andere steden in het gebied, al vroeg. Tijdens Pasen 1540 werd in de kathedraal van Willibrordi het avondmaal volgens de wensen van de burgers "in beide vormen" uitgedeeld aan de hertogelijke rechter, de meeste raadsleden en 1.500 burgers. Van toen af werd Wezel beschouwd als een stad van het protestantisme, die veel religieuze vluchtelingen aantrok, vooral uit Nederland. In 1568 organiseerden de Nederlandse vluchtelingengemeenschappen zichzelf in het Convent van Wezel, dat aanzienlijke invloed uitoefende op de inrichting van de Nederlandse en Duitse protestantse kerken. In 1578 ontving de stad als erkenning van de religieuze vluchtelingen twee pronkbekers, die bekend staan als Geusenbecher, met daarop de eretitel "Vesalia hospitalis" (Gastvrije Wezel) gegraveerd.

### Napoleontische oorlogen
In 1813 werden door Napoleon 148 seminaristen en theologiestudenten uit Gent naar Wezel verbannen omdat ze de door hem daar aangestelde bisschop weigerden te erkennen. Ze kwamen er in augustus/september 1813 aan en werden meteen ondergebracht in de citadel. Door een epidemie overleden 43 van hen, 35 daarvan werden in Wezel begraven.

### Tweede Wereldoorlog

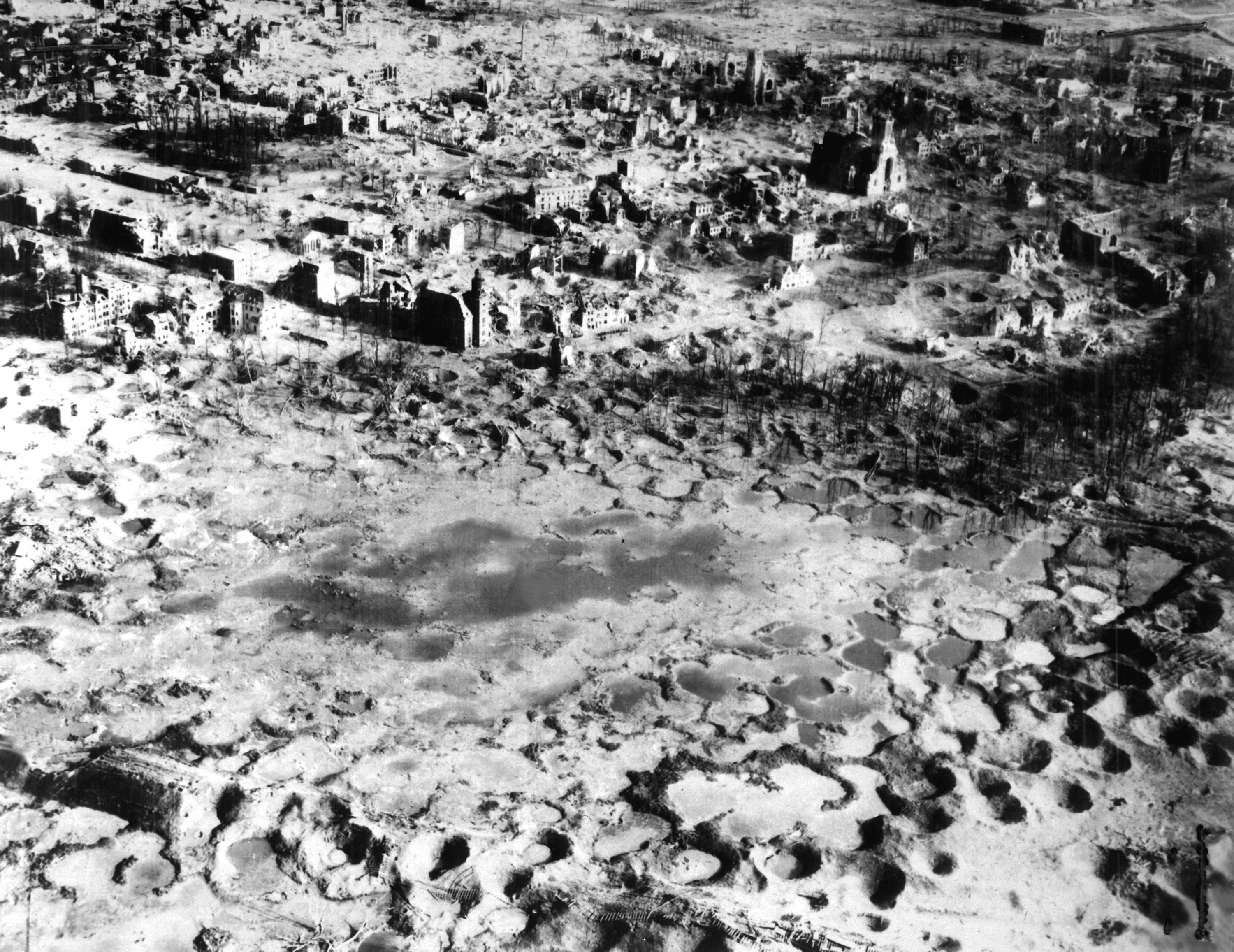
Wesel in 1945

Tot 1945 bevond de langste brug over de Rijn zich in Wezel. Deze spoorbrug, gebouwd tussen 1872 en 1874 met een lengte van 1950 meter, bestond uit 107 pijlers waarvan er drie in het water stonden. Hij zorgde voor de verbinding tussen Noord-Duitsland en West-Europa. De twee spoorlijnen die over deze brug liepen, begonnen in Boxtel (zie Duits Lijntje) resp. Venlo en eindigden in Hamburg.
Op 10 maart 1945 werd de brug tot ontploffing gebracht door terugtrekkende Duitse soldaten om de opmars van de geallieerde troepen te vertragen. Overblijfselen van de brug zijn nog terug te vinden in het landschap. Over een lengte van 2 km staat deze stenen brug nog recht.

De stad werd in voorbereiding op de verovering door de geallieerde troepen op 16, 17 en 19 februari en op 23 maart 1945 zwaar gebombardeerd. Toen de stad veroverd was, was 97% van de stad verwoest. Voor de oorlog woonden 25.000 mensen in Wezel; in mei 1945 telde de stad nog maar 1900 inwoners.

## Wapen
Het wapen van Wezel bestaat uit een schild met de afbeelding van drie wezels. Volgens een hieraan verbonden legende zijn dat drie zwangere wezelvrouwtjes; hun nazaten zouden de stad Wezel hebben gesticht.

## Kerken

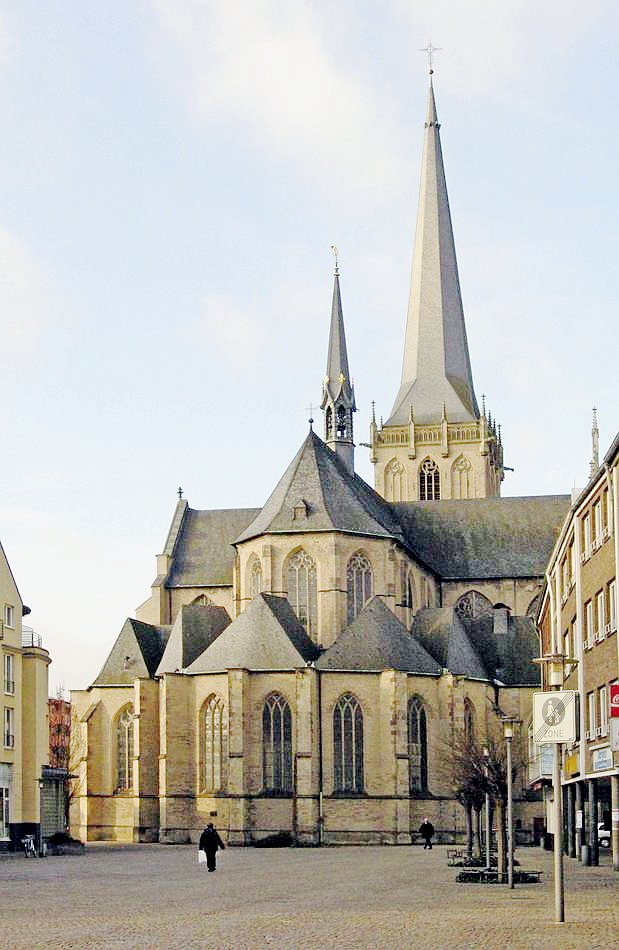
Willibrordi-Dom van Wezel

In de gemeente Wezel staan meerdere bijzondere kerken, één daarvan is de evangelische Willibrordi-Dom (1498–1540) aan de grote Markt. Het is een laatgotische basiliek. De toren van deze kerk werd in 1478 gebouwd.

## Verkeer en vervoer

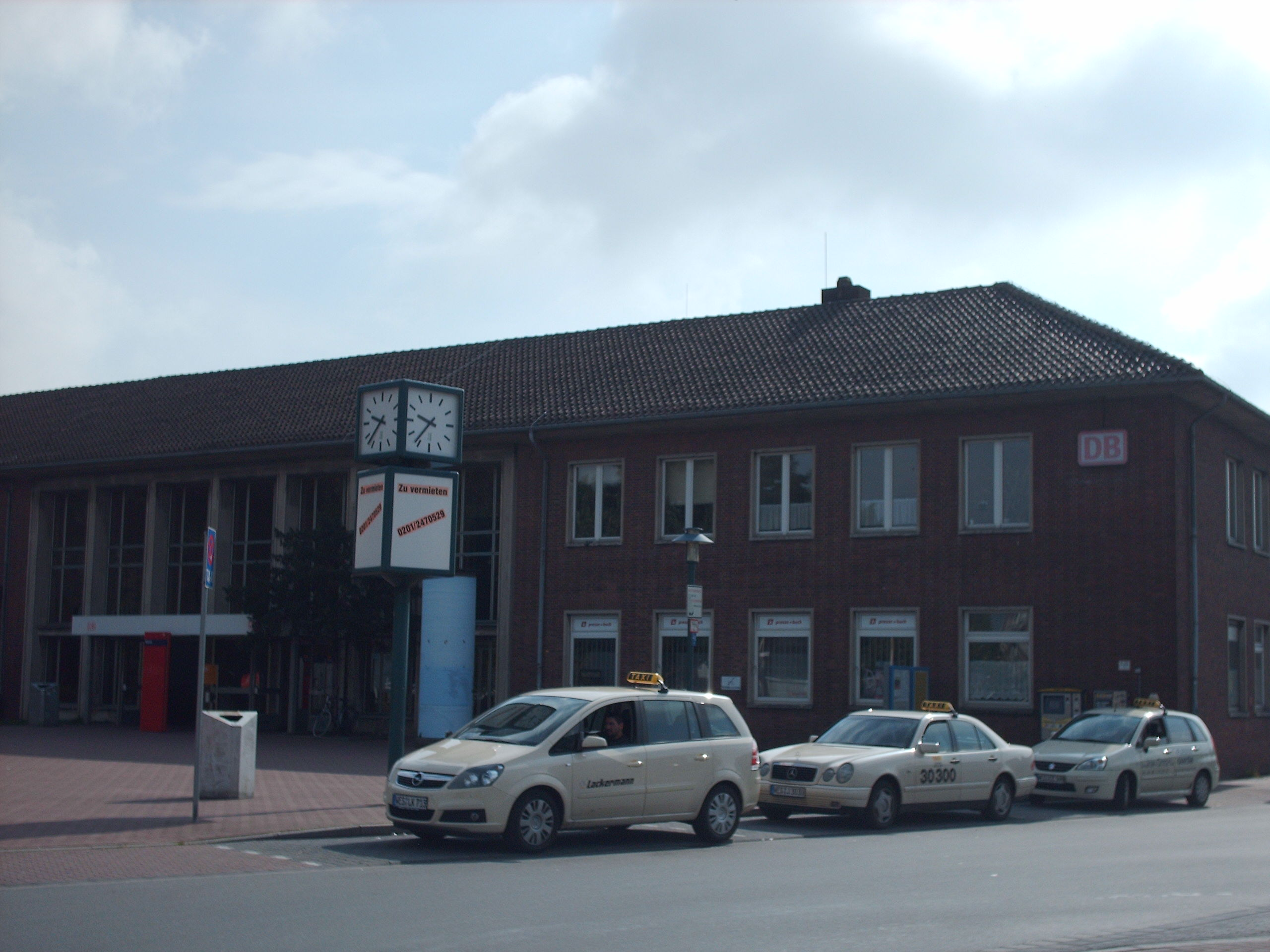
Station Wesel

Op 700 meter ten zuidoosten van het stadscentrum ligt station Wesel, gelegen aan de spoorlijn Oberhausen - Emmerich. Op dit station vertrekken treinen naar o.a. Emmerich, Bocholt, Duisburg, Düsseldorf, Arnhem en Keulen.
De volgende Schnellbus-lijnen rijden door Wezel:
- SB 3 Wezel – Hünxe – Dinslaken
- SB 6 Wezel – Xanten
- SB 7 Wezel – Alpen – Issum – Geldern
- SB 21 Wezel – Schermbeck – Dorsten

Daarnaast zijn er nog twaalf andere regionale buslijnen en drie stadsbuslijnen in Wezel.
Wesel ligt langs de Bundesautobahn 3 en is vanaf deze snelweg te bereiken via de afritten 5, 6 en 7.

## De 'ezel' van Wezel
- De stad Wezel wordt in het Nederlands geassocieerd met het echo-grapje "Wie is de burgemeester van Wezel? - Ezel". In het Duits bestaat dit grapje ook ("Wie heißt der Bürgermeister von Wesel?"). De stad heeft hierop ingespeeld door verspreid in de stad beelden van de "Esel von Wesel" te plaatsen, vaak in exotische kleuren geschilderd. De echospreuk werd in de 19e eeuw geroepen vanaf schepen op de Rijn bij het passeren van de rots Loreley met zijn heldere echo. De spreuk had betrekking op de nabij de Loreley gelegen stad Oberwesel, die ook Wesel werd genoemd.[5]
- Andries van Wesele (1514 - 1564), later bekend als Andreas Vesalius grondlegger van de anatomie, is genoemd naar deze stad.

## Aangrenzende gemeenten
| Aangrenzende gemeenten | Aangrenzende gemeenten | Aangrenzende gemeenten | Aangrenzende gemeenten | Aangrenzende gemeenten |
| ---------------------- | ---------------------- | ---------------------- | ---------------------- | ---------------------- |
| Rees                   |                        | Hamminkeln             |                        |                        |
|                        |                        |                        |                        |                        |
| Xanten                 |                        |                        |                        |                        |
|                        |                        |                        |                        |                        |
| Alpen                  |                        | Voerde Rheinberg       |                        | Hünxe                  |

## Geboren
- Konrad Duden (1829-1911), taalkundige en wegbereider voor de uniforme Duitse spelling.
- Peter Minuit (1594-1638), gouverneur van Nieuw-Nederland voor de West-Indische Compagnie, die Manhattan kocht
- Joachim von Ribbentrop (1893-1946), minister van Buitenlandse Zaken onder Adolf Hitler.
- Ida Noddack (1896-1978), chemicus, de eerste die op het idee kwam van kernsplitsing.
- Elyasa Süme (1986), voetballer
- Alina Grijseels (1996), handbalster

## Afbeeldingen

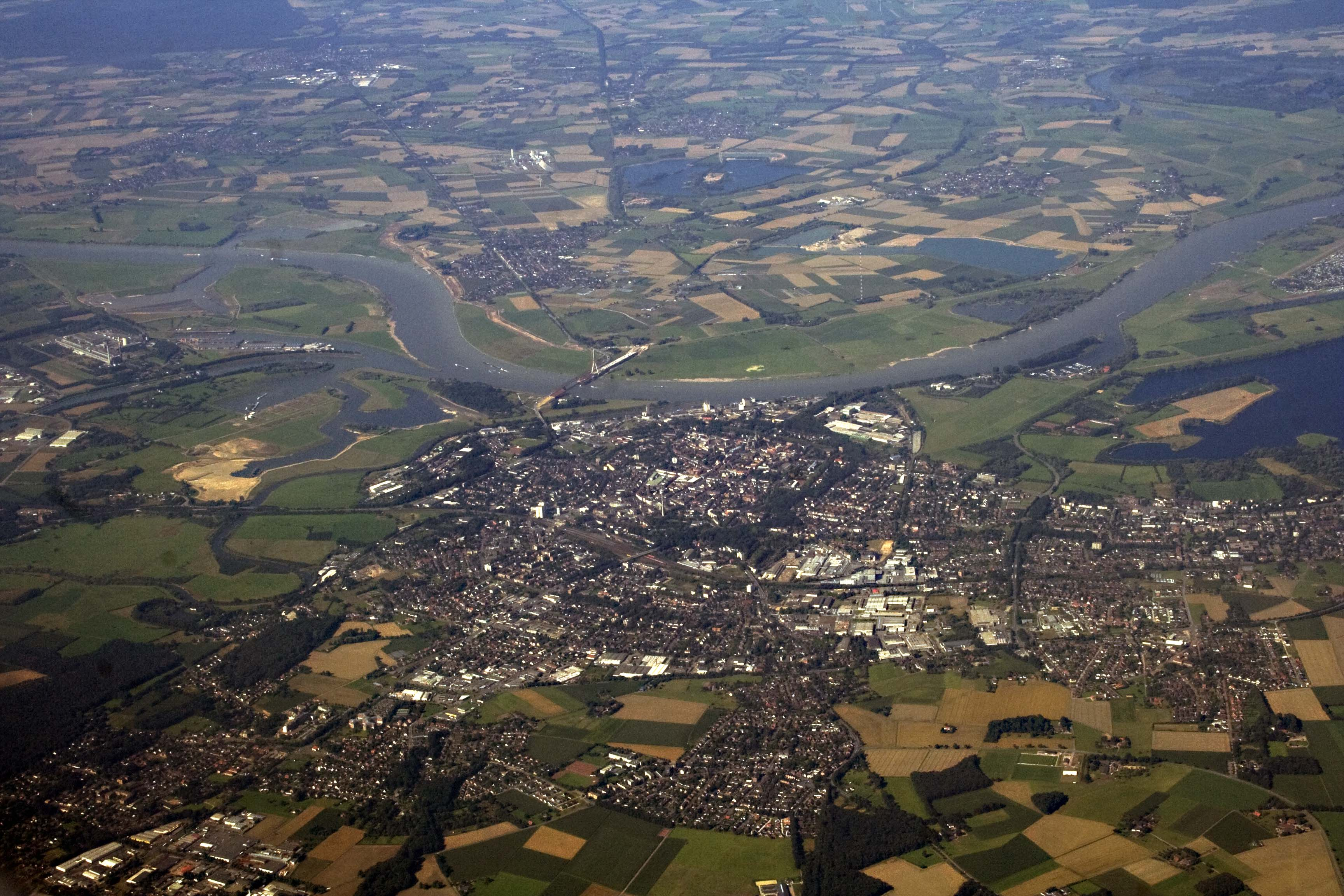
Gezicht op Wezel
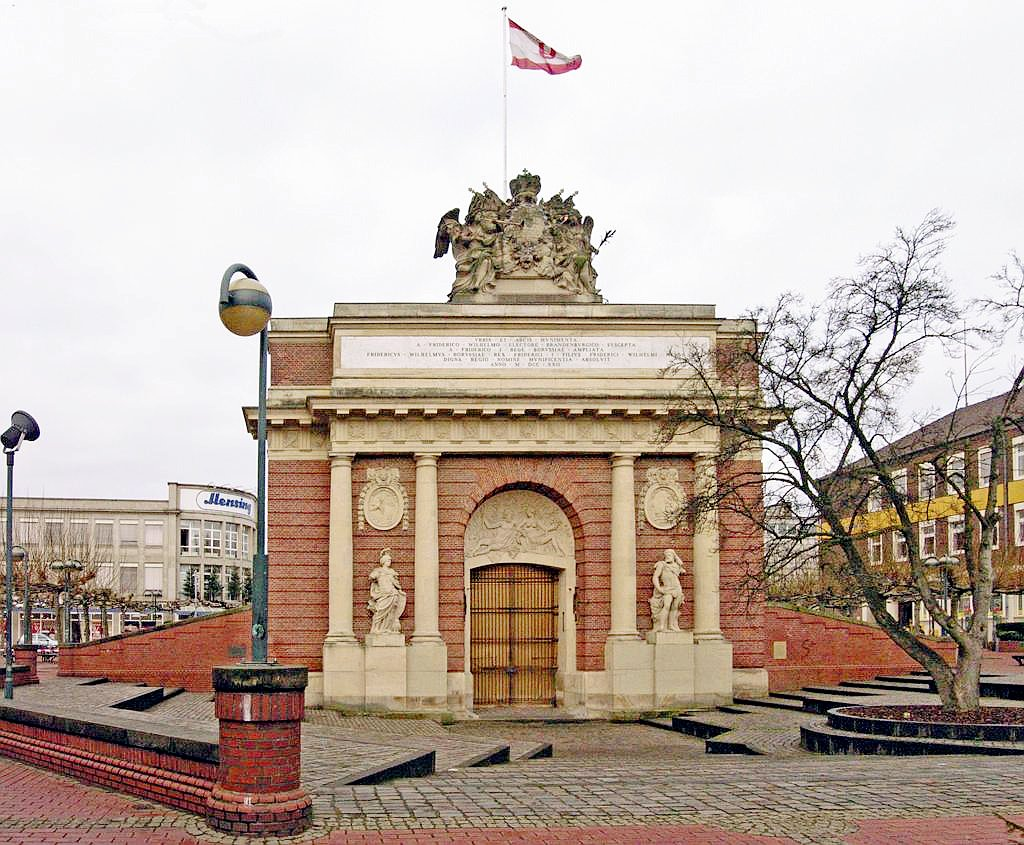
Berliner Tor (2005)
Gezicht op Wezel
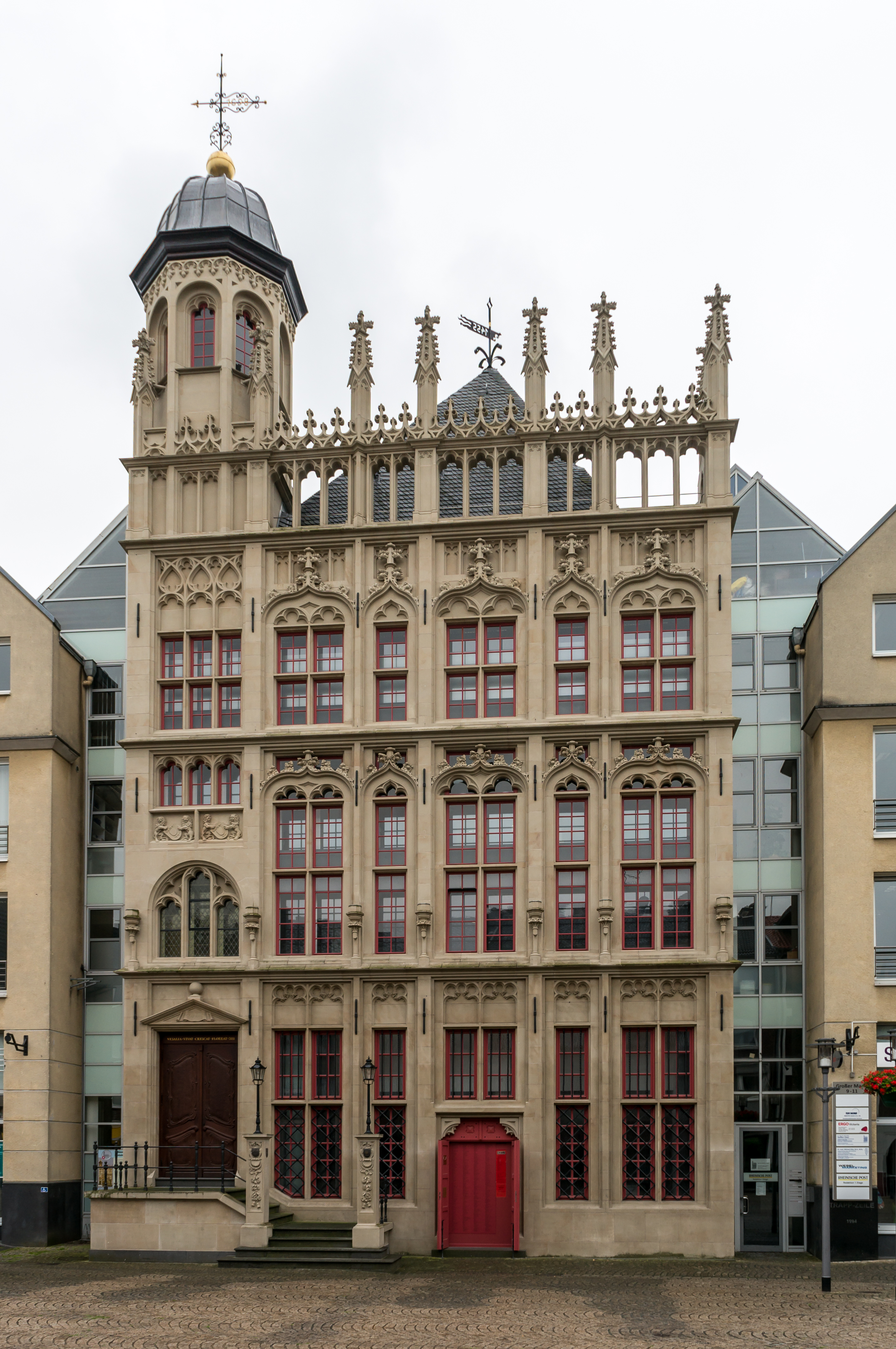
Oude raadhuis
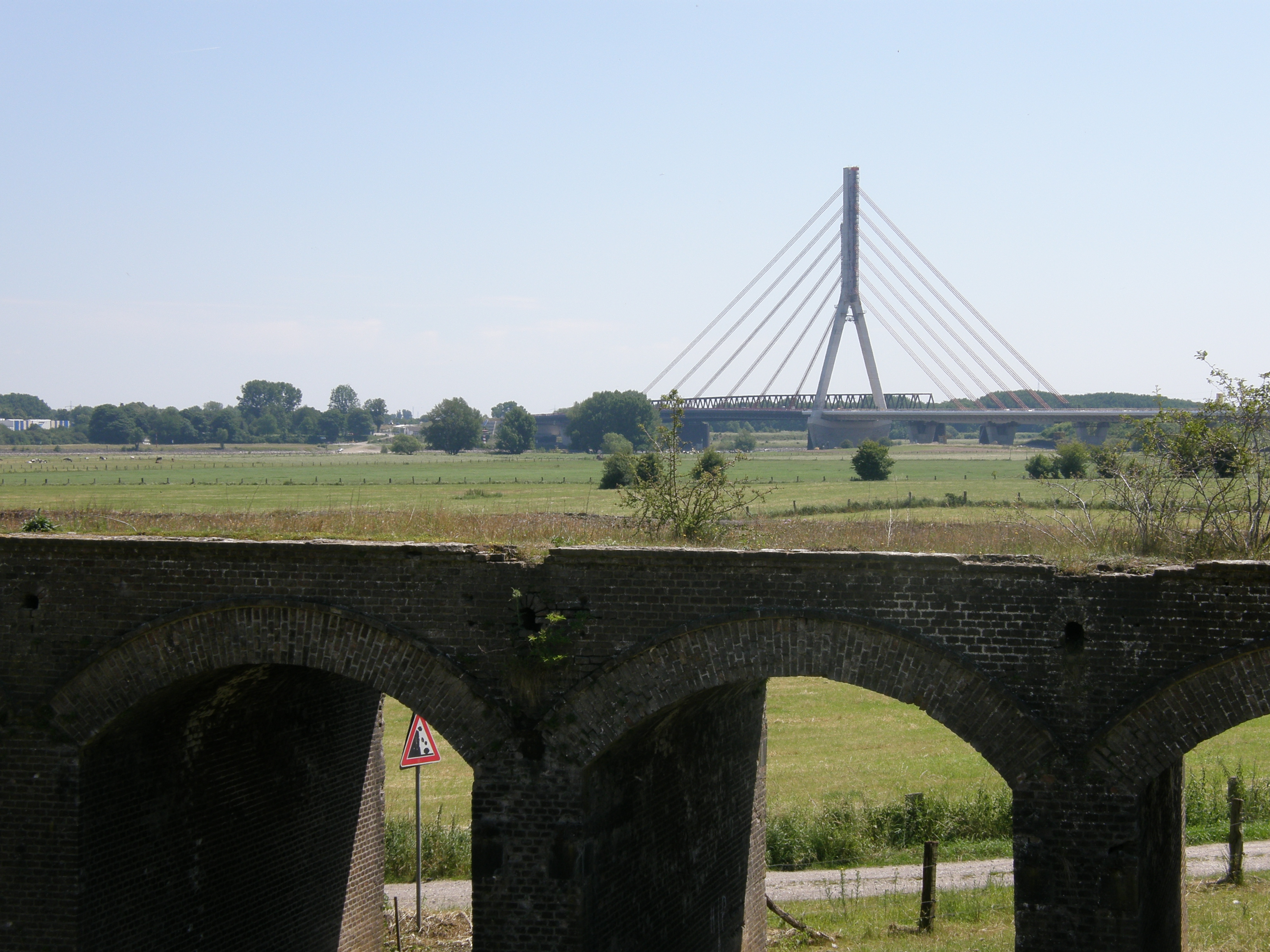
Oude en nieuwe Rijnbrug

Alpen · Dinslaken · Hamminkeln · Hünxe · Kamp-Lintfort · Moers · Neukirchen-Vluyn · Rheinberg · Schermbeck · Sonsbeck · Voerde · Wezel · Xanten